# 花男 (アルバム)
『花男』（はなおとこ）は 2003年3月19日に発売された、日本のバンド、エレファントカシマシのトリビュート・アルバム。

## 概要
デビュー15周年として制作された。ジャケットおよびカバーのイラストは松本大洋の漫画『花男』より（小学館ビッグコミック）。

## 収録曲
1. so many people / POTSHOT
  - 23rdシングル
2. さらば青春 / HUSKING BEE
  - 16thシングル「風に吹かれて」収録
3. 孤独な太陽 / STANCE PUNKS
  - 25thシングル
4. 孤独な旅人 / ストレイテナー
  - 11thシングル
5. 浮雲男 (Takkyu's Japp Tekno ppopp Mix) / 石野卓球
  - 4thシングル
6. 星の砂 / DMBQ
  - アルバム「THE ELEPHANT KASHIMASHI」収録
7. 男餓鬼道空っ風 / 怒髪天
  - アルバム「東京の空」収録
8. 遁世 (白昼夢ver.) / Syrup 16g
  - アルバム「生活」収録
  - Vocal.五十嵐の自宅、風呂場にてレコーディングされたトラック。
9. 男は行く / KING BROTHERS
  - 5thシングル
10. 星の降るような夜に / BAZRA
  - シングル「極楽大将生活賛歌」・アルバム「東京の空」収録
11. 悲しみの果て / 銀杏BOYZ
  - 10thシングル
  - 銀杏BOYZ名義として初音源（カバーとして）となるが、当初は峯田和伸のソロ名義であり、彼のボーカルのみ収録されている。